# Yeah!
Yeah är ett album från 2006 av Def Leppard. Låtarna är covers på rockhits från 1970-talet.

## Låtlista
1. "20th Century Boy"
2. "Rock On"
3. "Hanging On The Telephone"
4. "Waterloo Sunset"
5. "Hellraiser"
6. "10538 Overture"
7. "Street Life"
8. "Drive-In Saturday"
9. "Little Bit Of Love"
10. "Golden Age of Rock&Roll"
11. "No Matter What"
12. "He's Gonna Step On You Again"
13. "Don't Believe a Word"
14. "Stay With Me"